# تیفون آمپیل (۲۰۲۴)
تیفون آمپیل (انگلیسی: Typhoon Ampil) یک توفان استوایی قدرتمند (چرخند حاره‌ای) بود که ژاپن را درنوردید و بادهای سیل‌آسا را به آلاسکا در اوایل اوت ۲۰۲۴ آورد.